# Лысая Гора (Воротынский район)
Лы́сая Гора́ — сельский посёлок в Воротынском районе Нижегородской области. Входит в состав Отарского сельсовета.
Посёлок располагается на левом берегу устья реки Суры.